# モイセイ・コーガン

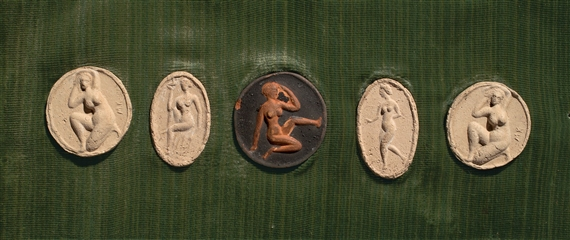
コーガン作のメダル

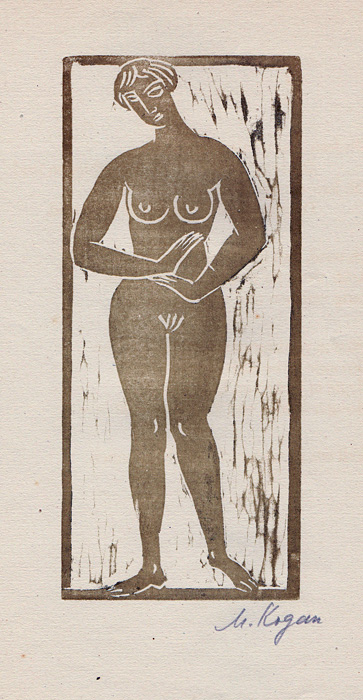
雑誌挿絵

モイセイ・コーガン（Moissey Kogan、ロシア語表記:Моисей Герцевич Коган、表記はMoïse Kogan、Moisei Coganとも、1879年5月24日 - 1943年3月2日）は、現在のモルドバ共和国のオルヘイ(Orhei)に生まれたユダヤ人彫刻家、版画家、ホロコースト犠牲者である。

## 略歴
当時ロシア帝国のベッサラビア県であったオルヘイで生まれた。1889年からハンガリーの芸術家村だったナジバーニャ(Nagybánya:現バヤ・マレ)でハンガリー人画家、ホローシ・シモン(Hollósy Simon:1857-1918)から絵を学んだ。1903年からミュンヘンに移り、アールヌーヴォーの工芸家、ヴィルヘルム・フォン・デプシッツ(Wilhelm von Debschitz)らが創設した工芸学校(Lehr- und Versuchs-Atelier für angewandte und freie Kunst:応用芸術と美術のための教育と実験工房)で学び、ミュンヘン美術院の彫刻の教授リュマン(Wilhelm von Rümann)からも学んだ。前衛美術の収集家、オストハウゼン(Karl Ernst Osthaus)から支援を受けるようになった。
1908年にパリのサロン・ドートンヌに初めて出展し、1909年に表現主義の芸術家グループ、ミュンヘン新芸術家協会のメンバーになった。ミュンヘン、パリで活動した後、アンリ・ヴァン・デ・ヴェルデと知り合い、しばらくヴァイマルの工芸ゼミナールで教えたこともあった。スイスやベルリンでも過ごし、不安定な生活を続けた。1920年代はベルリン分離派として活動したアーティストたちと、ともに活動した。彫刻家、アリスティド・マイヨールなどに認められ、1925年にサロン・ドートンヌの彫刻部門の副会長も務めた。グラフィック・デザイナーとして版画も制作した。
1920年代後半にオランダの彫刻家と親しくなりオランダを訪れ、1930年代にかけてオランダの彫刻家のサークルの中で有名になり、オランダとパリを行き来して活動した。
ドイツからは1933年にユダヤ人芸術家として追放され、その作品は「退廃芸術」に指定され、何点かの作品は1938年に、退廃芸術展で展示された。第二次世界大戦が始まると多くのユダヤ人やロシア人の芸術家はフランスから亡命したが、コーガンはパリにとどまった。1942年2月に逮捕され、 ドランシー収容所に収容された後、1943年2月22日にアウシュヴィッツ＝ビルケナウ強制収容所に移送され、3月3日に殺害された。